# Alquibla

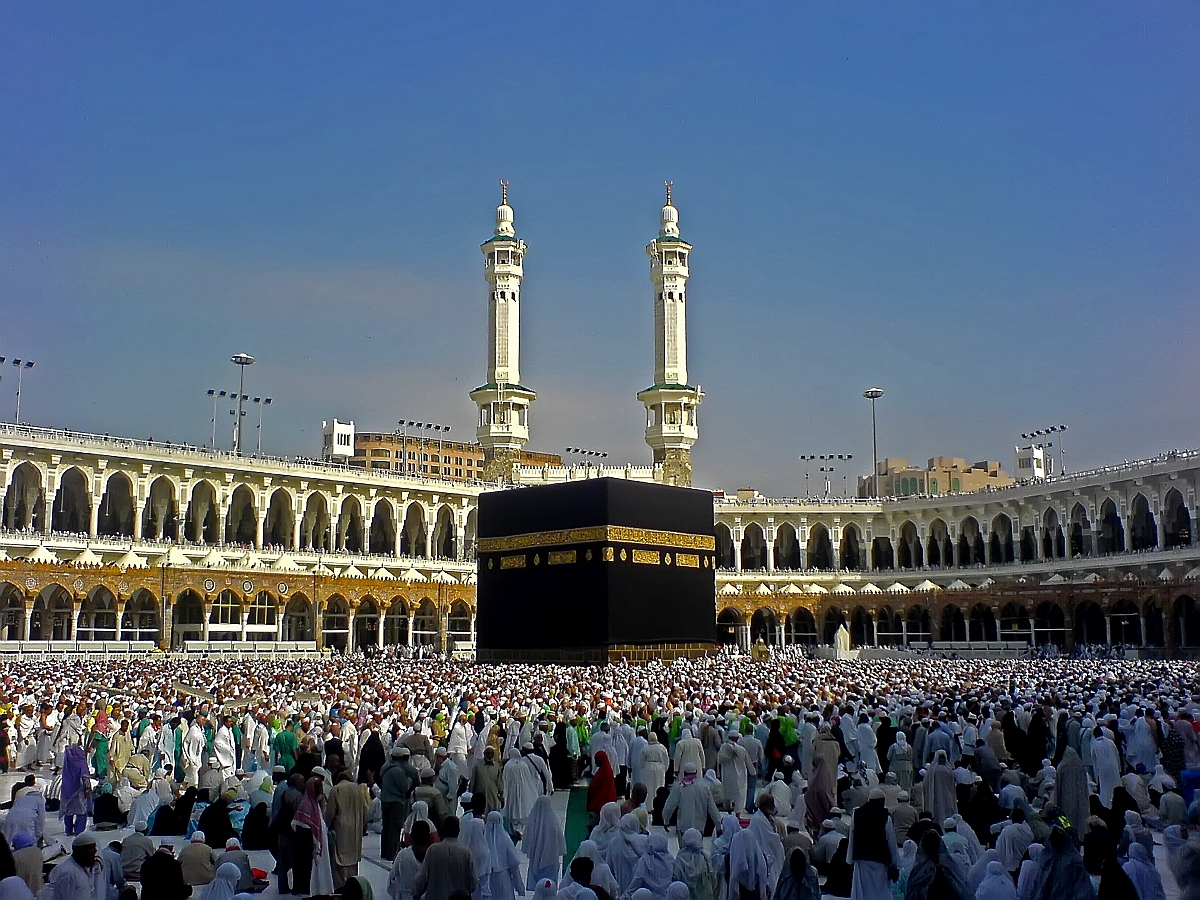
Musulmanes rezando hacia la Kaaba, en La Meca.

En el idioma árabe (القبلة al-qibla) alquibla denomina genéricamente una dirección y, en el contexto religioso, aquella dirección hacia la que se orientan los orantes al rezar en la religión que sea, y que puede tener otras implicaciones rituales (en la disposición de tumbas, etc.). En el islam, alquibla o quibla define la dirección de la Kaaba (en La Meca) y a la que el imán y los orantes deben dirigirse cada vez que realizan sus rezos. En las mezquitas existe un lugar que indica la orientación de la alquibla y que se denomina mihrab.

## Ubicación

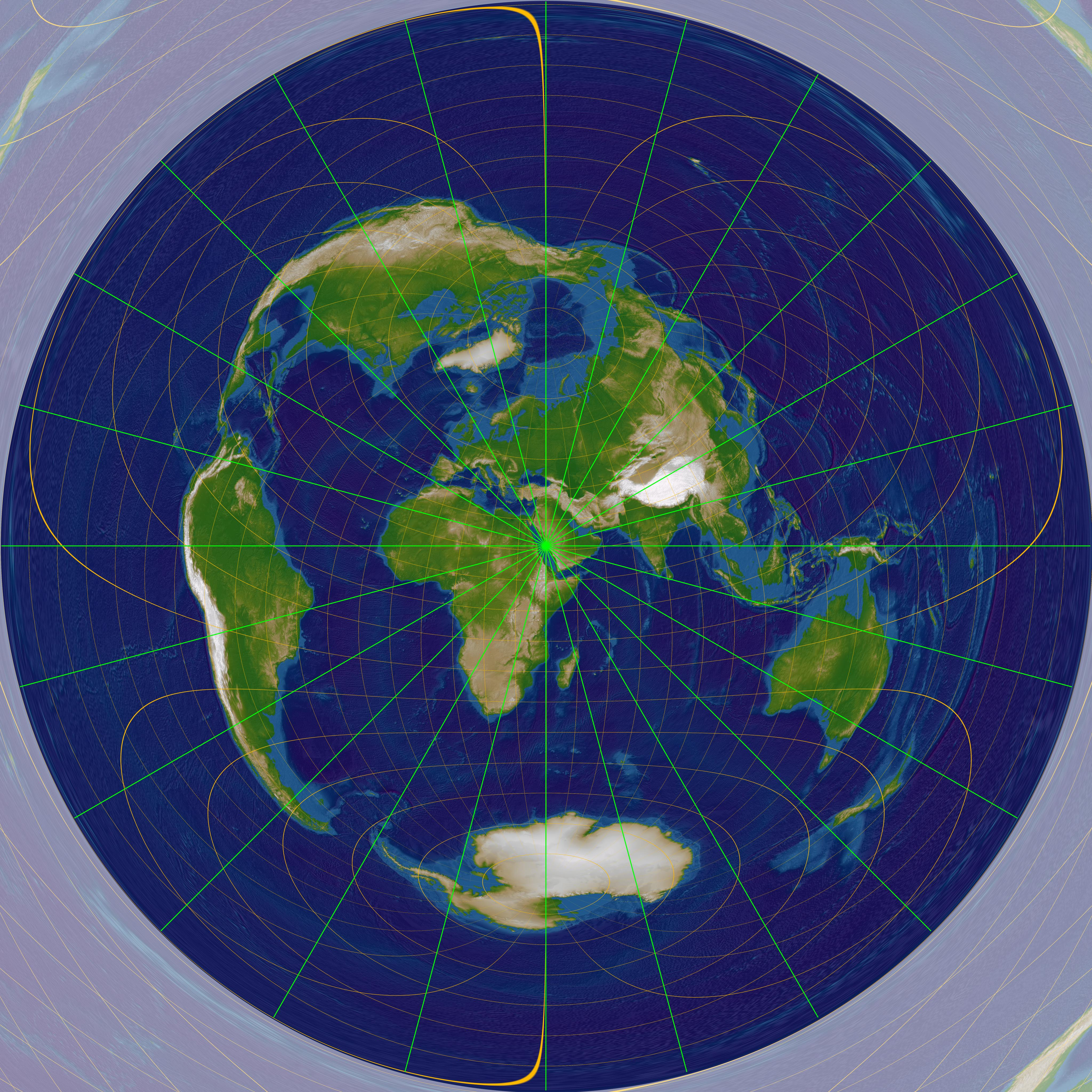
Alquibla.

La quibla es la dirección hacia la Kaaba, un edificio cuadrado en el centro de la Gran mezquita de La Meca, en Arabia Saudí. Además de su papel como quibla, también es un lugar sagrado para los musulmanes, conocido como la Casa de Dios (bayt Allah), y donde se realiza el tawaf, el ritual por el que se debe dar la vuelta siete veces a la Kaaba durante las peregrinaciones a La Meca denominadas hach (durante el último mes del calendario islámico) y el umrah (en cualquier momento del año). Según el Corán, la Kaaba fue construida por Abraham e Ismael, ambos profetas en el islam. Algunas fuentes históricas detallan la historia de la Kaaba antes de la llegada del islam, cuando se utilizaba como santuario para las religiones preislámicas de Arabia.
El estatus de la quibla de la Kaaba está basado en los versos 144, 149 y 150 del capítulo al-Báqara del Corán, que declara que "girarás tu rostro hacia la mezquita Sagrada". Según la tradición islámica, estos versos fueron revelados durante el mes de Rayab o Sha'ban en el segundo año de la Hégira (623 d. C.), unos quince o dieciséis meses tras la peregrinación de Mahoma a Medina. Antes de esta revelación, Mahoma y los musulmanes rezaban hacia Jerusalén, la misma dirección que usaban los judíos de Medina: al-qibla al-qadima (القبلة القديمة) = la antigua quibla. La tradición islámica declara que estos versos fueron revelados durante el rezo; Mahoma y sus seguidores inmediatamente cambiaron la dirección del rezo de Jerusalén a La Meca en mitad del mismo. En este lugar se construyó posteriormente la mezquita de al-Qiblatayn o mezquita de las Dos Quiblas.
Actualmente todos los musulmanes, tanto chiíes como suníes, rezan hacia La Meca. La única excepción histórica fueron los cármatas, una secta chií extinta que rechazaba la Kaaba como la quibla; en 930, saquearon La Meca y robaron la Piedra Negra de la Kaaba al epicentro de su poder en Al-Hasa, con la intención de comenzar una nueva era en el islam.

## Cálculo de la quibla en el islam
La determinación de la quibla se efectúa en la actualidad mediante tablas. En la antigüedad existían diversos astrónomos árabes que se especializaron en el trazado de la quibla en los cuadrantes, como Abū Ḥanīfa Dīnawarī (de Dinawar 895), que escribió un libro solo sobre ese tema. No obstante, existen otros autores monográficos como Ahmed el-Leit, conocido como Rahib al-Qibla, es decir, el maestro de la quibla, procedente de Córdoba, en 907.

### Determinación exacta
Siendo las coordenadas geográficas del lugar de rezo φ1, λ1 y siendo las coordenadas de la Kaaba φ2, λ2, la siguiente expresión trigonométrica calcula el acimut de la quibla desde el lugar de rezo a la Kaaba:

{\displaystyle \alpha _{Q}=\arctan \left[{\frac {\sin \left(\lambda _{2}-\lambda _{1}\right)}{\sin \left(90^{\circ }-\varphi _{1}\right)\cdot \operatorname {cotan} \left(90^{\circ }-\varphi _{2}\right)-\cos \left(90^{\circ }-\varphi _{1}\right)\cdot \cos \left(\lambda _{2}-\lambda _{1}\right)}}\right]}

Las coordenadas de La Meca aplicables a esta fórmula son latitud φ2 = 21,4225° N y longitud λ2 = 39,8261° E. En algunos casos, el resultado entregado por la fórmula será un ángulo complementario u otro suplementario y no el valor real.

## Desarrollo de métodos

### Pre-astronómico
La orientación de la quibla ha sido un problema frecuente para las comunidades islámicas a lo largo de la historia. Los musulmanes deben conocer la quibla para realizar sus rezos diarios y también para establecer la orientación de las mezquitas. Cuando Mahoma vivió entre los musulmanes de Medina, perteneciente a la región de Hiyaz como La Meca, oraba hacia el sur, hacia la ciudad santa. Las siguientes generaciones tras la muerte de Mahoma en el 632, los musulmanes habían conquistado lugares muy alejados de La Meca, lo que produjo problemas a la hora de determinar la quibla en estas zonas. Los métodos matemáticos basados en la astronomía comenzaron a desarrollarse a finales del siglo VIII y comienzos del IX, e incluso no eran algo común en un comienzo, por lo que tuvieron que basarse en métodos no astronómicos.
Hubo una gran variedad de métodos en esta primera etapa, lo que produjo una diversidad de orientaciones desde un mismo lugar. Además de la orientación sureña y la quibla de sus compañeros, los árabes también conocían una astronomía "popular" originaria de la tradición preislámica. Se basaba en fenómenos naturales como la observación del Sol, la Luna, las estrellas y el viento sin influencia de las matemáticas. A veces se usaban la salida o el ocaso de una estrella, los equinoccios o los solsticios. Las fuentes históricas revelan algunas quiblas orientadas con estos métodos: la salida del Sol en los equinoccios (al este) en el Magreb, el ocaso de los equinoccios (al oeste) en India, el origen del viento norteño o la Estrella polar en Yemen, la salida de la estrella Suhail (Canopo) en Siria, y la puesta del Sol de medio invierno en Irak. Estas direcciones aparecen en textos de jurisprudencia islámica (fiqh) y de astronomía popular. Los astrónomos no opinaban sobre estos métodos, pero tampoco se oponían a estos expertos islamistas. Las orientaciones tradicionales continuaron incluso cuando se desarrollaron métodos más preciosos y aún permanecen en algunas mezquitas medievales actualmente.

### Astronomía

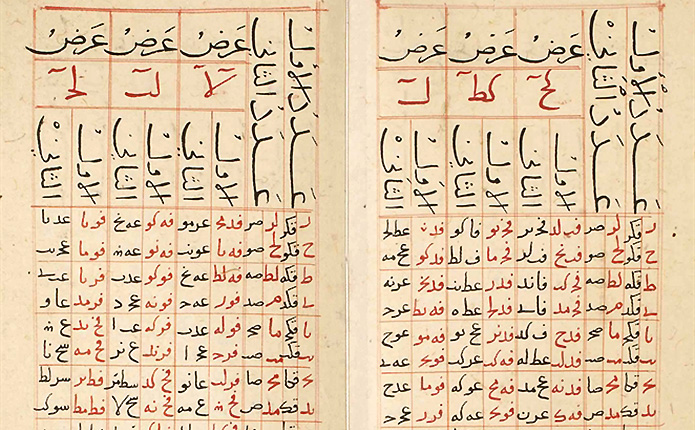
Una tabla de quiblas compilada por el astrónomo y muwaqqit Shams al-Din al-Khalili de Damasco en el.

El estudio de la astronomía comenzó a aparecer durante la segunda mitad del siglo VIII en Bagdad, la capital del Califato abasí. Fue introducida por autores indios, aunque tras el siglo IX las principales referencias comenzaron a ser astronómicos griegos clásicos como Ptolomeo que fueron traducidos al árabe. Los astrónomos árabes preferían la astronomía griega porque consideraban que tenía mejor estructura gracias a sus explicaciones teoréticas y, por lo tanto, podía desarrollarse como una ciencia exacta; sin embargo, la influencia de la astronomía india subsiste sobre todo en la compilación de tablas astronómicas. Esta nueva ciencia se aplicó para determinar la quibla, usando los conceptos de latitud y longitud de la Geografía de Ptolomeo, así como fórmulas trigonométricas desarrolladas por expertos musulmanes. La mayoría de textos astronómicos del medievo islámico contienen un capítulo sobre la orientación de la quibla, lo que conectaba la astronomía con la ley islámica (sharía).
Los primeros métodos matemáticos desarrollados a comienzos del siglo IX consistían en usar un mapa plano o geometría bidimensional. Dada la esfericidad de la Tierra, las direcciones eran inexactas, aunque suficientes para ubicaciones relativamente cercanas a La Meca, como Egipto o Irán, ya que se producían errores menores a 2°. Soluciones más exactas, basadas en geometría tridimensional y trigonometría esférica, aparecieron a mediados del siglo IX. Por ejemplo, Habash al-Hasib usó una proyección ortogonal, mientras que Al-Nayrizi aplicó en cuatro pasos el teorema de Menelao. Científicos posteriores como Ibn Yunus, Abu al-Wafa, Ibn al-Haitham y Al-Biruni propusieron otros métodos que se han probado efectivos.
Los astrónomos musulmanes utilizaron estos métodos para compilar tablas donde mostraban la quibla desde un número de ubicaciones, agrupadas por su latitud y su longitud desde La Meca. El ejemplo más antiguo conocido está en Bagdad en el siglo IX. Mientras tanto, en el siglo XIV, Shams al-Din al-Khalili, un astrónomo que fue muwaqqit en la mezquita de los Omeyas de Damasco, compiló una tabla de quiblas para 2.880 coordenadas con longitudes que varían hasta 60° de La Meca y latitudes de entre 10° y 50°. El problema era que la latitud de un lugar podía determinarse con una cierta precisión, pero no existía ningún método para conocer la longitud. Esto provocó que algunos templos, como la mezquita de Al-Azhar de El Cairo, aunque fue construida usando la "quibla de los astrónomos", la quibla está orientada a 127°, a pesar de que, según los cálculos modernos, debería hacerlo a unos 135°, porque la longitud era errónea en unos tres grados.

## Diversidad de orientaciones

### Orígenes del islam

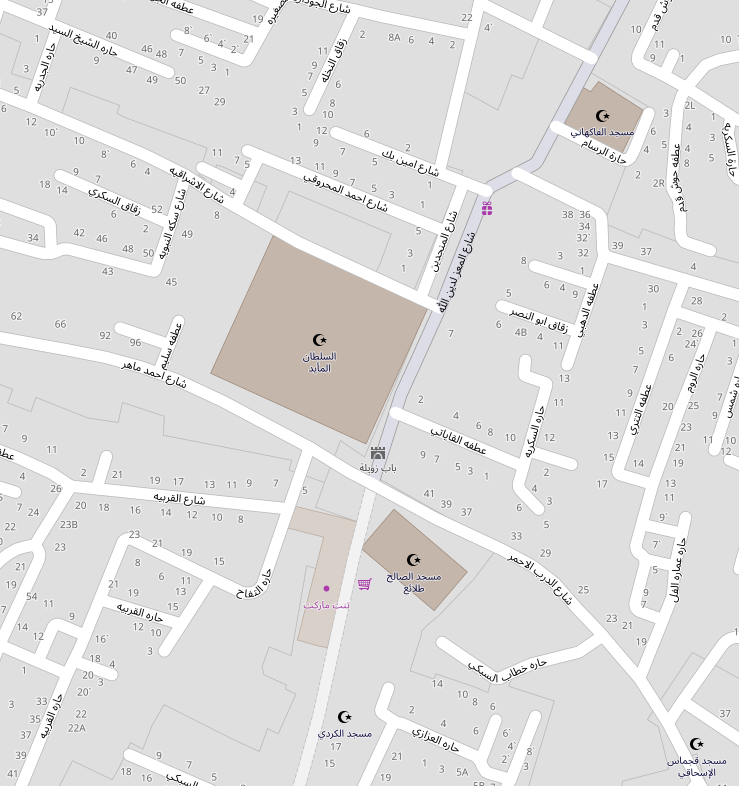
Un mapa de El Cairo muestra como las mezquitas tienen una dirección un tanto distinta.

Debido a los numerosos métodos para determinar la quibla, se han construido muchas mezquitas orientadas a múltiples direcciones, incluyendo algunas que todavía se conservan. No siempre se utilizaron métodos astronómicos o matemáticos, por lo que a veces se producían errores de cálculo.El historiador egipcio Al-Maqrizi (f. 1442) registró varios ángulos de quibla usados en El Cairo en ese momento: 90° (al este), 117° (la salida del sol en invierno, la "quibla de la sahaba"), 127° (calculado por astrónomos como Ibn Yunus), 141° (la mezquita de Ibn Tulun), 156° (la salida de la estrella Suhail), 180° (al sur, emulando la quibla de Mahoma en Medina), y 204° (la estrella Suhail). La quibla actual para El Cairo son 135°, lo que se desconocía en aquel momento. La diversidad también influyó en el urbanismo de los barrios de El Cairo, ya que las calles a menudo estaban orientadas como las mezquitas. Las fuentes históricas también indican la diversidad de quiblas en otras ciudades, incluyendo Córdoba (113°, 120°, 135°, 150° y 180° se registraron en el siglo XII) y Samarcanda (180°, 225°, 230°, 240° y 270° en el siglo XI).Según la doctrina del jihat al-ka'ba, las diversas orientaciones de la quibla son válidas mientras que se dirijan a una dirección genérica.
En 1990, el experto geógrafo Michael E. Bonine llevó a cabo una encuesta en las principales mezquitas de las ciudades más grandes de Marruecos, desde el período idrísida (siglos VIII-X) hasta el período alauí (desde el siglo XVII). Aunque los cálculos modernos mostraban que las quiblas estaban entre los 91° (casi al este) en Marrakech y los 97° en Tánger, únicamente las mezquitas construidas durante el período alauí albergaban una quibla cercana a este rango. Las quiblas de otras mezquitas más antiguas varían considerablemente, desde los 155°-160° hasta 120°-130° (casi el sureste). En 2008, Bonine también publicó una encuesta en la mayoría de las mezquitas de Túnez y descubrió que la mayoría estaban alineadas a unos 147°. Esta es la dirección de la Gran mezquita de Cairuán, construida originalmente en el 670 y reconstruida por los aglábidas en el 862, a menudo usada como modelo para otras mezquitas. Entre las mezquitas analizadas, la Gran mezquita de Susa era la única con una diferencia significativa, orientada hacia el sur a 163°. La dirección actual hacia La Meca se calcula entre los 110° y 113° a lo largo de todo el país.

### Religiónbahaí
La quibla de los bahaíes es el santuario de Bahá'u'lláh en la ciudad de Acre (Israel), donde se halla el sepulcro del fundador de la religión.